# Manikkavasagar

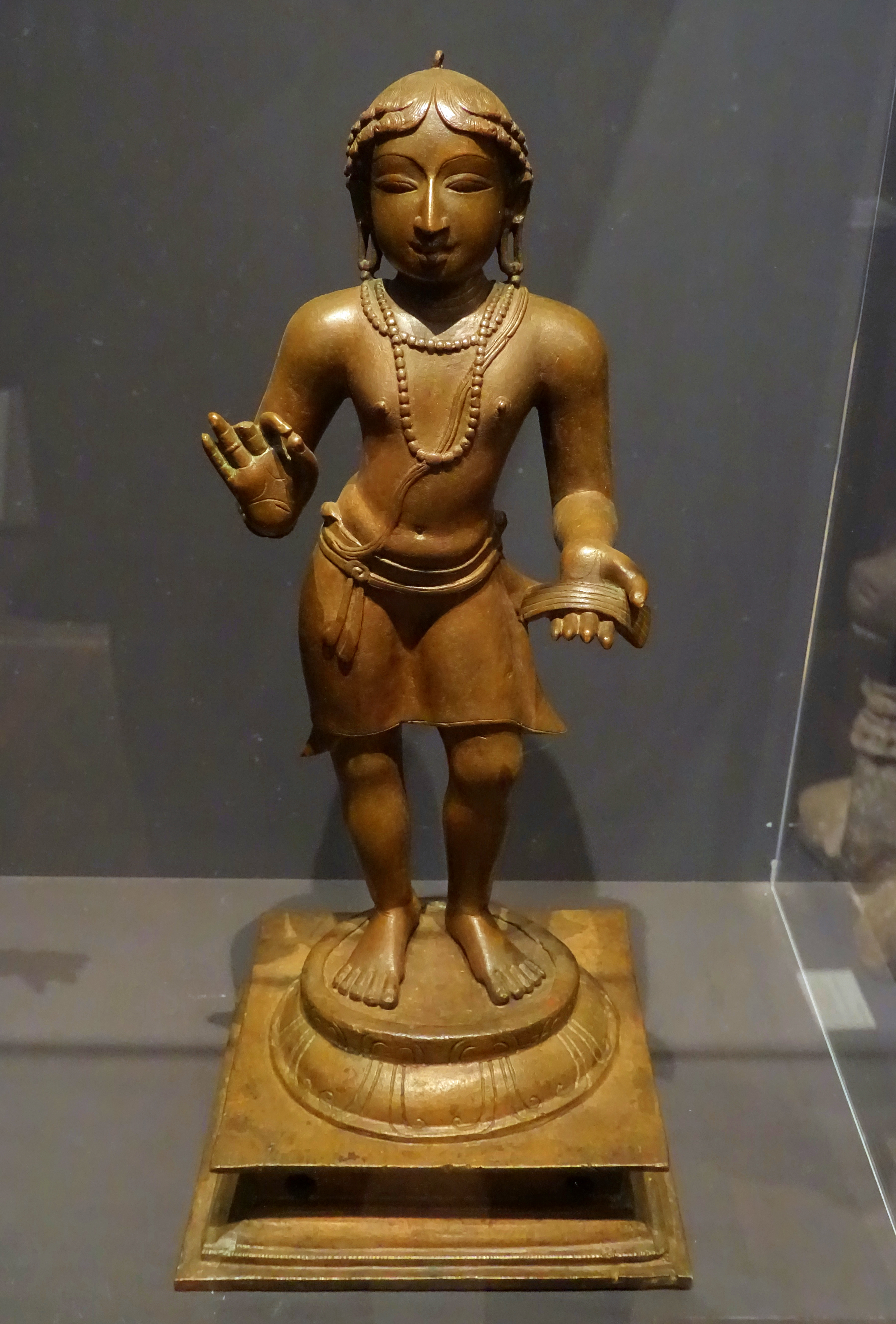
Darstellung Manikkavasagars, Chola-Bronze, Tamil Nadu, 11./12. Jhd. (Linden-Museum)

Manikkavasagar (Tamil: மாணிக்கவாசகர் Māṇikkavācakar [ˈmɑːɳikːəˌʋɑːsəɡər]) war ein shivaitischer Heiliger und Dichter aus Tamil Nadu, der zwischen dem 6. und dem 9. Jahrhundert gelebt hat. Er gilt als einer der meistgeschätzten shivaitischen Dichter-Heiligen. Obwohl er nicht zu den dreiundsechzig Nayanmar zählt, enthält das achte Buch des Tirumurai seine Dichtungen.
Die Datierung Manikkavasagars Lebenszeit ist unsicher, der Legende nach war er entweder Minister am Hofe Varagunas II (862–885), oder er lebte im 6. Jahrhundert als Mitglied eines Hofes in Madurai. Er ging nach Chidambaram, um dort die Meditation und Hingabe an Shiva zu pflegen. In Chidambaram, im Innersten des Tempels, verschmolz er der Tradition nach mit Shiva, weshalb er auch im Shaiva Siddhanta als einer der größten Mystiker angesehen wird.
Manikkavasagar verfasste zwei bedeutende Werke, das Tirukkovaiyar und das Tiruvasagam. Das erste thematisiert die Liebe zwischen Shiva und der Seele als Gedicht mit vierhundert Strophen. Das zweite Werk besteht aus einundfünfzig Hymnen, die den Shaiva Siddhanta darstellen. In diesem Werk wird die Seele beschrieben, die sich auf einer Reise befindet, auf der sie unterschiedliche Formen durchläuft, bis sie menschlich wird. Im menschlichen Leben ist es dann der Seele möglich, Moksha zu erreichen, dadurch dass Shiva im Guru erscheint. Manikkavasagar beschreibt in diesem Werk auch Shiva selbst, als nicht männlich und nicht weiblich, allumfassend als Immanenz und Transzendenz, Schöpfer und Schöpfung gleichzeitig. Manikkavasagar beschreibt die Verehrung Shivas als das Höchste der Religion und Moksha als Unio mystica mit Shiva selbst.
Der Tirumurai, dessen Bestandteil Manikkavasagars Dichtungen sind, gilt als kanonisches Werk des Shaiva Siddhanta.